# Molé-Gentilhomme
Pour les articles homonymes, voir Molé et Gentilhomme.
Paul-Henri-Joseph Gentilhomme, dit Molé-Gentilhomme, né le 9 décembre 1813 à Paris où il est mort le 27 mai 1856, est un romancier, dramaturge et librettiste français.

## Biographie
Fils de Paul Gentilhomme, autrefois rédacteur du feuilleton des théâtres au Journal de Paris, et vaudevilliste qui jouit  de quelque renommée, il est entré dans les lettres à un âge où beaucoup sortaient à peine du collège, et il s’y est bientôt fait remarquer.
En 1835, âge de 21 ans, il a fait son premier vaudeville, avec Auguste Lefranc, Poinsinet en Espagne, et, depuis 1835, il a écrit de nombreux romans avec Constant Guéroult. Parmi ses romans d’importance, on cite : le Roi des Rossignols, et Manon la Dragonne, en collaboration avec Emmanuel Gonzalès ; le Rêve d’une mariée ; Une Femme compromise ; les Demoiselles de Nesles; le Comte de Carmagnola ; L’Epée du Roi ; Roquevert l’Arquebusier ; le Routier de Normandie ; Blanche de Savenières, tous trois derniers en collaboration avec Constant Guéroult. Il a également collaboré avec Emmanuel Gonzalès, avec Saint-Germain-Leduc, avant de revenir au bon et fidèle Constant Guéroult, avec il avait déjà donné, au théâtre, Pomponnette et Pompadour, comédie-vaudeville en un acte ; Jeanne de Naples drame en cinq actes joué à l’Odéon ; Berthe la Flamande, qui a eu un véritable succès à l’Ambigu-Comique. On leur doit encore Blanche de Savenières, le Comte de Carmagnola et Mademoiselle de Nesle d’où ils ont tiré les cinq actes de la Comtesse de Novailles, qui devait être la cause de sa mort.
La mort est venue le frapper, eu plein succès, au théâtre même de l’Ambigu. Il en avait comme un pressentiment et, quelques jours auparavant, il répétait souvent à ceux qui le félicitaient : « Pourvu qu’il ne m’arrive pas ce qui est arrivé à ce pauvre Adam, que la mort est venue surprendre le jour de la quatrième représentation des Pantins de Violette !... » Le vendredi 23 mai, on jouait à l’Ambigu son dernier drame, la Comtesse de Novailles, dont la première représentation avait été un succès. La seconde soirée avait laissé les choses au même point et le dimanche, la salle avait été comble. Le lendemain, venu accompagner des dames à l’Ambigu, où se donnait la quatrième représentation de sa pièce, en passant devant le contrôle, il demanda le chiffre : on le lui dit, et le rouge lui monta au visage. Contrarié de ne pas voir la salle aussi remplie qu’il l’eût désiré, il sort pour prendre l’air sur le boulevard. L’air le saisit, il entre au café de la Porte-Saint-Martin et demande un grog chaud. À peine est-il servi, qu’il jette un cri, et, comme pris d’un étourdissement, et s’affaissant sur lui-même, ne trouve en perdant connaissance que la force de dire au garçon : « De la glace ! bégaya-t-il, Portez-moi, à l’Ambigu. Je suis l’auteur de la pièce qu’on joue à l’Ambigu ! » C’est par suite de cette indication qu’on le porte au théâtre. Les machinistes du théâtre le portèrent dans le foyer ; on avertit le directeur, on avertit le médecin de service. Tout le monde s’empressa autour de lui. Il fut immédiatement saigné, mais tout fut inutile, il ne reprit pas connaissance. Transporté chez lui, au faubourg Saint-Germain, il est mort dans la nuit.
Il a laissé, en outre, manuscrit le Chevalier de Mailly, deux vol., faisant suite aux Demoiselles de Nesles, ouvrage publié à titre posthume par Gabriel Roux, son éditeur. M. Molé, ancien fondeur en caractères d’imprimerie, qui lui tenait par une étroite alliance, l’avait adopté et lui avait laissé une belle fortune.

## Œuvres

### Romans
- Le Roi des rossignols, avec Emmanuel Gonzalès, 2 vol., 1837. lire en ligne sur Gallica
- Manon la Dragonne, avec Emmanuel Gonzalès, 2 volumes.
- Le Rêve d’une mariée, 2 vol., 1839.
- L’Héritière d’Oveda, 1842.
- La Marquise d’Alpujar, 1842.
- Le Fils du délateur, 1842.
- Une femme compromise, deux vol., 1842.
- La Fiancée de Madrid, 1843.
- Le Roi d’un jour, 1844.
- Le Château de Saint-James, 1847.
- Jeanne de Naples ou les Crimes d’une reine, 1849.
- L’Épée du Roi, 2 vol., 1851.
- La Romance du saule, 1852.
- Les Demoiselles de Nesles, 3 vol., 1852. lire en ligne sur Gallica
- Roquevert l’arquebusier, avec Constant Guéroult, 8 vol., 1853.
- Blanche de Savenières, avec Constant Guéroult, 4 vol., 1854. lire en ligne sur Gallica
- Catherine II, ou la Russie au XVIIIe siècle, scènes historiques, avec Saint-Germain-Leduc, 1854. lire en ligne sur Gallica
- Illustrations littéraires. Mademoiselle de La Fayette, 1854.
- Laurence de Montmeylian, avec Constant Guéroult, 1854. lire en ligne sur Gallica
- Le Routier de Normandie, épisode du temps de Charles V, avec Constant Guéroult, 8 vol., 1854.
- Robert le ressuscité, avec Constant Guéroult, 1854.
- La Roche sanglante, avec Constant Guéroult, 1855.
- Zanetta la chanteuse, avec Constant Guéroult, 1856.
- Le Chevalier de Mailly, avec Constant Guéroult, 1857. lire en ligne sur Gallica
- Le Juif de Gand, avec Constant Guéroult, 1857.
- Le Comte de Carmagnola, 3 vol., 1861. lire en ligne sur Gallica
- Le Mendiant de Tolède, avec Constant Guéroult, 1863.

### Théâtre
- La Sœur de la reine, drame en 5 actes et en prose, avec Pierre Ladoce, Odéon, 8 octobre 1842.
- Pomponette et Pompadour, comédie-vaudeville en 1 acte, avec Constant Guéroult, Variétés, 17 novembre 1850.
- Berthe la Flamande, drame en 5 actes, avec Constant Guéroult et Prosper-Parfait Goubaux, Ambigu-comique, 27 juillet 1852.
- La Comtesse de Navailles, drame en 5 actes, avec Constant Guéroult, Ambigu-comique, 23 mai 1856.